# Gruta de los Helechos
La Gruta de los Helechos está ubicada a 14 km de la ciudad de Tacuarembó, cercana a la Gruta de los Cuervos. Es de menor tamaño que esta.
Es llamada de esta forma por al gran cantidad de Helechos que allí se pueden encontrar.